# Haabløse Slægter
Haabløse Slægter (1880) er den 23-årige Herman Bangs debutroman. Romanen er udkommet i flere reviderede udgaver. Romanen er en selvbiografi. Alle de kendte begivenheder i Herman Bangs liv er centrale i romanen: morens tidlige død, farens kollaps, kostskolen, teaterdrømmens forlis, flanørlivet. Han gør rede for sit liv, ikke mindst sit følelsesliv, koste hvad det vil.